# Klaus Ostwald
Klaus Ostwald, född 28 augusti 1958 i Bad Elster i Sachsen är en tysk tidigare backhoppare som tävlade för Östtyskland. Han representerade SC Dynamo Klingenthal.

## Karriär
Klaus Ostwald debuterade under tysk-österrikiska backhopparveckan i Oberstdorf i dåvarande Västtyskland. Han blev nummer 24 i första tävlingen. Sammanlagt blev han nummer 11 i backhopparveckan 1978/1979. Han debuterade i världscupen under backhopparveckan 1979/1980. Det var första säsongen världscupen arrangerades. Bästa resultat i en deltävlingen i backhopparveckan kom i Bergiselschanze i Innsbruck där Ostwald blev nummer fem, endast 0,3 poäng från prispallen. Han blev nummer fyra sammanlagt i backhopparveckan säsongen 1979/1980, endast 0,3 poäng från pallen. Hans bästa resultat sammanlagt i backhopparveckan kom säsongen 1983/1984 då han blev nummer två sammanlagt efter landsmannen Jens Weissflog.
Första gången Ostwald var på prispallen i världscupen var då han vann tävlingen i Engelberg i Schweiz 31 januari 1982. Han vann även en deltävling i Oberstdorf 30 december 1983. Han blev nummer 7 sammanlagt i världscupen säsongen 1984/1984, vilket var hans bästa resultat.
Ostwald tävlade i normalbacken i olympiska spelen 1980 i Lake Placid i delstaten New York i USA. Han blev nummer 15. I OS 1984 i Sarajevo i Jugoslavien blev Ostwald nummer 13 i normalbacken och nummer 26 i stora backen.
Klaus Ostwald startade i sitt första Skid-VM i Holmenkollen i Oslo i Norge 1982. Där blev han nummer 16 i normalbacken och nummer 4 i stora backen, 15,3 poäng efter segrande Matti Nykänen från Finland och 2,1 poäng från en bronsmedalj. I lagtävlingen blev Östtyskland nummer fyra, efter Norge Österrike och Finland. Världsmästerskapen i nordisk skidsport 1984 bestod av lagtävlingar med backhoppning i Engelberg i Schweiz och nordisk kombination i  Rovaniemi i Finland,  eftersom grenarna inte fanns med vid olympiska vinterspelen 1984. Klaus Ostwald vann en silvermedalj tillsammans med lagkamraterna Ulf Findeisen, Matthias Buse och Jens Weissflog. 
Ostwalds sista Skid-VM, i Seefeld in Tirol i Österrike 1985, gav en ny medalj, i lagtävlingen. Östtyskland blev bronsmedaljörer efter Finland och Österrike. I de individuella tävlingarna blev han nummer 11 i stora backen och nummer 6 i normalbacken.
Ostwald deltog i två VM i skidflygning. I VM 1983 i Čerťák i Harrachov i dåvarande Tjeckoslovakien, vann Ostwald guldet och blev världsmästare. Han var 5,5 poäng före hemmafavoriten Pavel Ploc och 7,5 poäng före Matti Nykänen. I skidflygnings-VM 1985 Letalnica i Planica i Jugoslavien blev Ostwald nummer fyra, 7 poäng från en bronsmedalj. Matti Nykänen vann före Jens Weissflog och Pavel Ploc.
Klaus Ostwald avslutade det sin backhoppningskarriär 1987.

## Senare karriär
Efter avslutad idrottskarriär har Klaus Ostwald arbetat vid en rodelbana i Mühlleithen vid Klingenthal.